# Colletes antiguensis
Colletes antiguensis är en biart som beskrevs av Cockerell 1912. Colletes antiguensis ingår i släktet sidenbin, och familjen korttungebin. Inga underarter finns listade i Catalogue of Life.